# هبوعيل حيفا
نادي هبوعيل حيفا لكرة القدم (بالعبرية: מועדון הכדורגל הפועל חיפה) هو فريق كرة قدم إسرائيلي يتمركز في مدينة حيفا. فاز الفريق مرة واحدة بالدوري (1998–99) و 3 بكأس إسرائيل (1962–63، 1965–66 و 1973–74). يعرف الفريق باسم «القروش». لعب الفريق منذ عقد 1990 في ملعب كيريات إليزير في حيفا، في حين كان يلعب مبارياته في ملعب كيريات حاييم، الملعب الأصلي له منذ عقد 1950، وحاليا يلعب في ملعب سامي عوفر.